# My Ruin
My Ruin — хард-рок-группа основанная в Лос-Анджелесе Tairrie B, прошедшая через множество изменений в составе с 1999 года.

## История
История группы «My Ruin» берет своё начало в 1998 году, когда её будущая вокалистка Tairrie B покинув свою прежнюю группу «Manhole» решила записать сольный альбом пригласив для этого своих друзей музыкантов. Результатом этого стал «Speak & Destroy» выпущенный в 1999 году, в преддверии которого был издан сингл «Tainted Love».
В поддержку альбома был совершен тур по Великобритании с нанятыми для этого музыкантами, среди которых была басистка Meghan Mattox, впоследствии ставшая полноправной участницей «My Ruin». Но идея о продолжении существования проекта «My Ruin» воплотилась в жизнь лишь после встречи с гитаристом Mick Murphy. В 2000 году был записан второй лонгплэй «A Prayer Under Pressure Of Violent Anguish» и спустя некоторое время Yael становится новым участником группы «My Ruin», заняв место за ударной установкой. В обновленном составе команда вновь отправляется в тур по Великобритании и вслед за этим выпускает свой первый концертный альбом «To Britain With Love»,
... изданный только для Великобритании.
По истечении контракта со своей звукозаписывающей компанией музыканты были вовлечены в поиски нового лейбла не забывая и о концертной деятельности. Группа «My Ruin» совершила тур по Соединенным Штатам, за счет собственных средств, в компании с «Kittie».
В 2002 году «My Ruin» стали победителями голосования читателей «L.A. Weekly Awards» в номинации «Best Hard Rock/Metal Band», а спустя некоторое время подписали контракт со звукозаписывающей компанией «Century Media Records», вместе с которой был выпущен очередной альбом группы «The Horror of Beauty» в 2003 году.

## Дискография
- Terror/June 10th — Vinyl & CD Single (1999)
- Speak and Destroy — 1st Full Length Album (1999)
- Tainted Love/Blasphemous Girl — Vinyl & CD Single (1999)
- A Prayer Under Pressure of Violent Anguish — 2nd Full Length Album (2000)
- Beauty Fiend/Masochrist — Vinyl & CD Single (2000)
- To Britain with Love & Bruises — Live Studio Album (2001)
- Blasphemous Girl — Double CD Compilation (2002)
- The Shape of Things to Come… — 5 Song EP (2003)
- The Horror of Beauty — 3rd Full Length Album (2003)
- Ruined & Recalled (2003)
- The Brutal Language — 4th Full Length Album (2005)
- Throat Full of Heart — 5th Full Length Album & DVD (2008)
- Alive on the Other Side — Live Album & Live DVD (2008)
- Ghosts and Good Stories — 6th Full Length Album (2010)
- A Southern Revelation — 7th Full Length Album (2011)
- The Sacred Mood — 8th Full Length Album (2013)